# Petits Chanteurs de Lannion
La Manécanterie des Petits Chanteurs de Lannion est un ensemble vocal mixte, constitué d'un chœur d'enfants et d'un chœur d'adultes, basé sur la commune de Lannion, dans les Côtes-d'Armor. Ayant été connue au fur et à mesure des années, par le biais de nombreux concerts dans diverses régions de France et par son attachement à la culture et au patrimoine breton, elle œuvre à proposer une formation musicale et artistique de qualité aux enfants et aux jeunes, en accordant une attention à leur épanouissement personnel au travers de la musique et du chant choral,

## Historique

### Aux origines
Au tout début des années 1930, l'abbé Arthur Goasdoué (1907-1968) est professeur au sein de l'Institution Saint Joseph de Lannion,. Celle-ci a vu le jour en 1907 lorsque l'abbé Hamon fuit le Petit Séminaire de Tréguier, dont il était le supérieur, pour s'installer à Lannion avec ses élèves. À l'époque, et comme toute institution scolaire dirigée par le clergé, les élèves participent aux différents offices hebdomadaires et en chantent les liturgies. C'est donc en 1932 qu'Arthur Goasdoué décide de développer cette pratique musicale en créant un petit chœur d'élèves (uniquement de garçons).
Prisonnier en Allemagne pendant la Seconde Guerre mondiale, l'abbé Goasdoué envoie par courrier ses instructions et directives quant à la formation musicale de ses jeunes chanteurs. De retour en terre bretonne en 1945, il reprend la direction du chœur.
C'est en 1947, alors que Monseigneur Fernand Maillet - chef de chœur des Petits Chanteurs à la Croix de Bois depuis 1924 - crée la Fédération française des petits chanteurs, que l'abbé Goasdoué décide, à l'instar de nombreux prêtres responsables de chœurs d'enfants en France, d'imiter son confrère et fonde les Petits Chanteurs de Lannion, faisant ainsi entrer son ensemble dans la famille des chœurs d'enfants de France (Petits Chanteurs à la Croix de Bois, Petits Chanteurs de Bordeaux, Petits Chanteurs de Colmar, Petits Chanteurs de Saint Brieuc...).
Appelé maîtrise ou schola durant ses dix premières années d'existence, le chœur de garçons de l'Institution Saint Joseph de Lannion est constitué en Manécanterie au même moment où il prend le nom de Petits Chanteurs de Lannion, et ce pour s'associer aux dizaines de chœurs d'enfants du même type alors en plein essor.
Le mot manécanterie désigne, initialement, une école de chant choral pour garçons, dirigée par un prêtre, et dont la vocation quasi exclusive est de chanter lors des liturgies.

### Fin des années 1940 et années 1950
À peine créée, la Manécanterie des Petits Chanteurs de Lannion se développe sous l'impulsion de l'abbé Goasdoué. Elle participe à plusieurs rassemblements organisés par la Fédération Française des Petits Chanteurs et par la Fédération Internationale des Pueri Cantores, comme à Paris en 1947 ou encore à Lourdes en 1949. Les Petits Chanteurs donnent de nombreux concerts dans toute la Bretagne, et remportent le concours de chant choral organisé par le Bleun Brug en 1955. 
La Manécanterie réalise également ses premiers enregistrements sous la direction d'Arthur Goasdoué aux éditions Studios SM : Messe XII - Pater cuncta ; et L'Ascension du Seigneur.
L'abbé Goasdoué laisse derrière lui un grand nombre de compositions et d'harmonisations, que les Petits Chanteurs continuent de perpétuer. Son œuvre a été éditée en 2012 par Jean-Marc Kernin, alors chef de chœur de la Manécanterie.

### Des années 1960 aux années 1990
Il redynamise l'ensemble qui se tourne vers de nouveaux répertoires. Aux polyphonies de la Renaissance et de l'époque baroque s'ajoutent des pièces plus contemporaines, inspirées du folklore breton, ainsi que des mélodies de l'époque (comme Les chemins de la mer du compositeur Pierre Kaelin). 
Durant cette période, les activités musicales de la manécanterie sont plus orientées vers la Bretagne qu'auparavant et les Petits Chanteurs ne quitteront que rarement leur territoire trégorrois. 
Cependant, sous l'impulsion d'Yves Bocher, le chœur est de plus en plus présent pour la vie culturelle et cultuelle du territoire : les Petits Chanteurs donnent de nombreux concerts dans la région de Lannion et participent à l'animation musicale du grand pardon de la Saint Yves qui se tient chaque mois de mai en la cathédrale de Tréguier. Quoique bien plus discret que son prédécesseur sur le plan de la composition, l'abbé Yves Bocher laisse à la postérité quelques œuvres sacrées dont le motet à 4 voix mixtes et trio de voix hautes intitulé Vierge Immaculée.

### À partir des années 1990
En 1992, l'abbé Yves Bocher souhaite prendre sa retraite. La direction des Petits Chanteurs est alors confiée à Jean-Marc Kernin (1967-2016), jeune musicien de 25 ans qui se passionne pour la musique et la culture bretonne, qu'elle soit d'inspiration savante ou folklorique. 
Jean-Marc Kernin va transformer le répertoire de la Manécanterie, encore très proche de la tradition des Pueri Cantores, et le rendre porteur d'une interculturalité propice à une nouvelle pédagogie auprès des jeunes chanteurs : ceux-ci côtoieront ainsi, durant leur aventure de Petit Chanteur, des œuvres de compositeurs classiques (Jean-Sébastien Bach, Camille Saint-Saëns...) mais également de poètes, musiciens et auteurs de la région bretonne (Gilles Servat, Claude Besson, Louis Capart, Didier Squiban...) ainsi que de compositeurs du renouveau de la musique bretonne (Christian Desbordes, René Abjean...). Ceci amènera les Petits Chanteurs à se produire sur scène au contact d'artistes tels que Maxime Piolot (entre 2012 et 2015) ou encore du musicien espagnol Carlos Núñez avec qui ils partageront la scène du Festival de la Saint-Loup à Guingamp, à l'été 2015. De ce nouveau répertoire un disque fut enregistré en 2001 : Kanit Bugale.
À partir du début des années 1990, la manécanterie se montre moins présente lors des grands événements cultuels du territoire trégorrois mais développe à nouveau une activité artistique au-delà des frontières régionales.
En décembre 1993, les Petits Chanteurs de Lannion font leur retour au Congrès International des Pueri Cantores de Rome et l'occasion leur est donnée de chanter en la basilique Saint Louis des Français. 
En avril 2005, les Petits Chanteurs donneront deux concerts à Paris : en l'église Saint George de la Villette et en la Cathédrale Notre-Dame de Paris. 
En 2010, la Manécanterie se lie d'amitié avec l'orchestre du Lycée Sankt Xaver de Bad Driburg en Allemagne : ayant accueilli les jeunes musiciens allemands en octobre 2009, les Petits Chanteurs partiront, eux aussi, en tournée en Allemagne en avril 2010 et se produiront, notamment, dans la salle de concert Der Kaiserpfalz de Paberborn. Cette riche expérience sera reproduite durant l'année 2016,.

### 2020: création de l'école maîtrisienne et naissance de la Maîtrise
Avec le décès de son chef de chœur Jean-Marc Kernin en 2016, la Manécanterie va connaître des heures difficiles mais se maintenir grâce à l'investissement des membres de l'association et de jeunes chanteuses du chœur lycéen qui vont elles-mêmes assurer le travail vocal auprès des plus jeunes. La direction des Petits Chanteurs est alors confiée, en 2018, à François-Xavier Kernin,  musicien et chef de chœur formé à la direction de chœur, au chant lyrique, à la composition ainsi qu'à l'orgue.          
Sous son impulsion, l'association de la Manécanterie et le collège-lycée Saint-Joseph-Bossuet de Lannion ont ouvert, en 2020, une école maîtrisienne : la Manécanterie reprend donc l'appellation de Maîtrise.

## Les chefs de chœur
Les chefs de chœur sont notamment : 
- Arthur Goasdoué (1907-1968) : de 1932 à 1963
- Yves Bocher (1913-1998) : de 1963 à 1992
- Jean-Marc Kernin (1967-2016) : de 1992 à 2016
- François-Xavier Kernin (1995-) : depuis 2017[20].

## Discographie

### Discographie des Petits Chanteurs de Lannion
- Messe XII - Pater cuncta  - Editions Studios SM - (Années 1950)[21]
- L'Ascension du Seigneur  - Editions Studios SM - (Années 1950)[22]
- Na neus ket e Breizh  - Editions CoopBreizh - (1996)
- Kanit Bugale  - Editions CoopBreizh - (2001)
- Oferenn Zant Josef  (2007)

### Discographie avec la participation des Petits Chanteurs de Lannion
- Voix d'enfants, Chœurs de France - Bayard Musique - (2010) Compilation de la Fédération Nationale des Petits Chanteurs
- Chœurs d'enfants, la magie des plus beaux chœurs d'enfants de France - (2014) Compilation de la Fédération Nationale des Petits Chanteurs

## Publication
- Jean-Marc Kernin, Arthur Goasdoué, Compositions : Harmonisations, Lannion, Coop Breizh, 2012, 185 p. (ISBN 978-2-7466-4265-2).

## Apparition filmographique
- Picou, fils de son père, d'après le roman de Edouard Ollivro, produit par FR3 en 1974[23]